# Nuage zodiacal
Le nuage zodiacal (en anglais : zodiacal cloud) du Système solaire est un épais disque circumsolaire de petites particules de poussière produites par des collisions d'astéroïdes ou par l'émission de poussières des comètes.

## Forme et structure
Il se trouve dans l'espace interplanétaire, généralement à proximité du plan de l'écliptique. Le nuage zodiacal a une forme presque lenticulaire.
Il est également structuré radialement, avec des zones plus ou moins peuplées. Une partie de ces zones se superpose à celles de la ceinture d'astéroïdes et occupent l'espace sur des orbites qui sont aussi associées à celles de diverses familles d'astéroïdes. Il existe aussi une concentration de poussières dont la période orbitale correspond au double de celle de la Terre[réf. nécessaire], ce qui suggère l'influence des perturbations gravitationnelles de notre planète sur les poussières des régions internes du Système solaire. Trois autres zones situées au niveau de l'orbite de Mercure, de celle de Vénus et de celle de la Terre sont aussi connues pour être un peu plus concentrées en poussières que le reste du nuage. Au total, si les poussières n'étaient pas aussi diluées (elles sont séparées en moyenne d'une distance de 10 kilomètres environ), elles constitueraient autour du Soleil une sorte de système d'anneaux, comparables à ceux qui entourent les géantes gazeuses. 

## Source de la lumière zodiacale
Ce nuage est responsable de la lumière zodiacale. Il s’étend jusqu'à environ 3 ua et a une masse d’approximativement 10−9 M⊕. La lumière zodiacale est produite par la réflexion de la lumière du Soleil par ces particules de poussière du milieu interplanétaire présentes dans le Système solaire. 

## Production des étoiles filantes et devenir des grains
La durée de vie d'une poussière dans l'espace interplanétaire est limitée. Une partie d'entre elles heurte une planète, et sur Terre, la combustion de la poussière dans la haute atmosphère donne naissance à une étoile filante. 

Mais le véritable facteur de dépeuplement du nuage zodiacal est l'interaction de la lumière solaire avec les grains de poussière. Elle conduit à terme, selon leur dimension, à leur expulsion du Système solaire par pression de radiation ; ou bien à leur chute vers le Soleil selon une orbite entrante, par l'effet Poynting-Robertson.